# 大果咀签
大果咀签（学名：Gouania leptostachya var. macrocarpa）为鼠李科咀签属下的一个变种。